# Kråkorna
Kråkorna är en grafisk roman av författaren Anders Fager och tecknaren Peter Bergting utgiven 2020 av Natur & Kultur. Romanen handlar om Kim som ärver sina farföräldrars hus i de värmländska skogarna och hur Kim genom att utforska huset samtidigt utforskar sitt förflutna. Huset hemsöks av jättelika gestalter med kråkhuvuden, en för varje familjemedlem som bott i huset.
Boken rönte stor uppmärksamhet och illustrationerna prisades som de vackraste Bergting gjort. Den nominerades till Augustpriset 2020 i kategorin ”barn- och ungdomsbok”. En översättning till engelska gavs av Dark Horse Comics 2022 och 2024 gav det Egyptiska förlaget Mahrousa ut boken på arabiska. Det är första gången en svensk grafisk roman getts ut på arabiska.